# Burg Beaumont-sur-Oise
Die Burg Beaumont-sur-Oise in der französischen Gemeinde Beaumont-sur-Oise im Département Val-d’Oise in der Region Île-de-France wurde ursprünglich im Mittelalter errichtet. Die Ruine der Spornburg auf einem Felssporn über der Oise ist seit 1999 ein geschütztes Baudenkmal (Monument historique).

## Geschichte
Die Anlage gehörte zu den bedeutendsten Burgen im Tal der Oise. Sie ist erstmals in einer Urkunde des Jahres 953 überliefert. Sie besaß einen romanischen Donjon mit einem rechteckigen Grundriss und einer Höhe von 25 Metern. Die Burg wurde vermutlich von Matthäus I. († 1155), Graf von Beaumont-sur-Oise, errichtet, um einen einfachen Vorgängerbau zu ersetzen.
Um die Burg, in deren Mauern sich eine Stifts- (10. Jahrhundert) und Pfarrkirche befand, entstand der Ort. Im Jahr 1226 wurde Ludwig XI. Graf von Beaumont, er residierte in der Burg. Sie wurde mehrmals zwischen dem 10. und 17. Jahrhundert zerstört und wieder aufgebaut. Während des Hundertjährigen Krieges hatten die Engländer Beaumont vierzig Jahre besetzt.
Ab 1814 diente die Burg nicht mehr militärischen Zwecken.